# Kevin Stevens
Kevin Michael Stevens (* 15. April 1965 in Brockton, Massachusetts) ist ein ehemaliger US-amerikanischer Eishockeyspieler und derzeitiger -scout, der im Verlauf seiner aktiven Karriere zwischen 1983 und 2002 unter anderem 977 Spiele für die Pittsburgh Penguins, Boston Bruins, Los Angeles Kings, New York Rangers und Philadelphia Flyers in der National Hockey League auf der Position des linken Flügelstürmers bestritten hat. Mit den Penguins gewann der Power Forward in den Jahren 1991 und 1992 jeweils den Stanley Cup.

## Karriere
In seiner Zeit auf der High School spielte Stevens für die Silver Lake Lakers sowohl Eishockey als auch Baseball. Während er im Eishockey mit 51 Punkten in 18 Spielen die Aufmerksamkeit auf sich zog, wurde er als hervorragender Fänger beim Baseball zum Probetraining bei den Toronto Blue Jays und den Philadelphia Phillies eingeladen. Da er jedoch Defizite im Schlagen hatte, entschied er sich doch für das Eishockey. Im NHL Entry Draft 1983 wurde er von den Los Angeles Kings aus der National Hockey League in der sechsten Runde als 108. gewählt. Er wechselte auf das Boston College. Während seiner Collegezeit wurden die Rechte an ihm nach an die Pittsburgh Penguins abgegeben. Nach vier Jahren auf dem College wechselte er zum Nationalteam der USA. Hier hatte er eine erfolgreiche Zeit unter Coach Herb Brooks und nahm an den Olympischen Winterspielen 1988 in Calgary teil.
Zum Ende der Saison 1987/88 holten die Pittsburgh Penguins den inzwischen 22-Jährigen in ihr Team. Stevens erzielte sein erstes Tor schon im ersten Spiel. Die folgende Saison begann der Stürmer mit den Muskegon Lumberjacks in der International Hockey League. Er kämpfte sich zum Saisonende wieder ins NHL-Team und ab der Saison 1989/90 war er endgültig in der NHL angekommen. Stevens überzeugte und wurde zum Linksaußen in einer Sturmreihe mit Mario Lemieux und Jaromír Jágr. Diese Reihe führte die Penguins Anfang der 1990er-Jahre zweimal zum Stanley-Cup-Sieg.
Zur Saison 1995/96 wurde Stevens an die Boston Bruins abgegeben, doch er konnte die Erwartungen nicht erfüllen und schon vor Saisonende wechselte er zu dem Team, das ihn ursprünglich gedraftet hatte. Doch auch die eineinhalb Jahre bei den Los Angeles Kings waren kein Erfolg uns so fand der US-Amerikaner in den New York Rangers einen neuen Arbeitgeber. Dort brachte er wieder eine ordentliche Leistung, auch wenn er nie mehr an das Niveau aus seiner Zeit in Pittsburgh anknüpfen konnte. In seiner dritten Saison 1999/2000 mit den Rangers lief es sportlich nicht wie gewünscht und nach einem Auswärtsspiel in St. Louis wurde er mit einer Prostituierten beim Konsum von Kokain erwischt. Nach einer Entziehungskur kam er im Laufe der folgenden Saison mit den Philadelphia Flyers zurück in die NHL. Nach gut 20 Spielen wechselte er zurück zu den Pittsburgh Penguins. Er spielte die Saison zu Ende und kam in der folgenden Spielzeit nur noch sporadisch zum Einsatz. Am Ende der Saison beendete Stevens seine Karriere.
Zu Beginn der Saison 2005/06 trat er seinen neuen Job als Scout für die Pittsburgh Penguins an, den er bis zum Ende der Saison 2011/12 innehatte. Vor der Spielzeit 2017/18 heuerten ihn die Pens erneut an.

### International
Nach Beendigung seiner Collegezeit wurde Stevens in Vorbereitung auf die Olympischen Winterspiele 1988 im kanadischen Calgary vom US-amerikanischen Eishockeyverband USA Hockey angeworben. Für das Nationalteam bestritt er zunächst die Weltmeisterschaft 1987 in der österreichischen Landeshauptstadt Wien, gefolgt von der Vorbereitungszeit auf das olympische Eishockeyturnier. Im Anschluss daran – die US-Boys schlossen beide Turniere als Siebter ab – endete Stevens Zeit im Verbandsteam zunächst. Weitere Auftritte im Nationaltrikot hatte er im Rahmen der Weltmeisterschaft 1990 in der Schweiz und der Weltmeisterschaft 1996 – erneut in Wien. Dort gewann er die Bronzemedaille.

## Erfolge und Auszeichnungen
| - 1987 Hockey-East-Meisterschaft mit dem Boston College - 1987 Hockey East First All-Star-Team - 1987 NCAA East Second All-American-Team - 1991 Teilnahme am NHL All-Star Game - 1991 Stanley-Cup-Gewinn mit den Pittsburgh Penguins - 1991 NHL Second All-Star Team | - 1991 NHL-Spieler des Monats November - 1992 Teilnahme am NHL All-Star Game - 1992 Stanley-Cup-Gewinn mit den Pittsburgh Penguins - 1992 NHL First All-Star Team - 1993 Teilnahme am NHL All-Star Game - 1993 NHL Second All-Star Team |

### International
- 1996 Bronzemedaille bei der Weltmeisterschaft

## Teamrekorde
- 123 Punkte als Linksaußen für die Pittsburgh Penguins (54 Tore und 69 Vorlagen; 1991/92)

## Karrierestatistik

### International
Vertrat die USA bei:
- Weltmeisterschaft 1987
- Olympischen Winterspielen 1988
- Weltmeisterschaft 1990
- Weltmeisterschaft 1996

(Legende zur Spielerstatistik: Sp oder GP = absolvierte Spiele; T oder G = erzielte Tore; V oder A = erzielte Assists; Pkt oder Pts = erzielte Scorerpunkte; SM oder PIM = erhaltene Strafminuten; +/− = Plus/Minus-Bilanz; PP = erzielte Überzahltore; SH = erzielte Unterzahltore; GW = erzielte Siegtore; 1 Play-downs/Relegation; Kursiv: Statistik nicht vollständig)